# Beatrica III. od Bigorre
Gospa Beatrica III. (francuski: Béatrix III de Bigorre) bila je vikontesa Marsana i grofica Bigorre u srednjem vijeku. Znana je i kao Štefanija.
Njezin je otac bio Centule III. od Bigorre. Majka joj je bila Matelle des Baux.
Grofica Beatrica je bila nazvana po svojoj baki, grofici Beatrici II. od Bigorre. Naslijedila je svog oca 1178.
Moguće je da se Beatrica udala za vikonta Petra II. od Daxa. Zna se da je Petar imao kćer Navaru, koja bi mogla biti rođena od Beatrice.
1180. gospa Beatrica se udala za Bernarda IV. od Commingesa. Njihova je kći bila Petronilla.
Beatrica i Bernard su se rastali nakon 1192.
Beatrica je bila baka Alise i Marte.